# Velika Lukanja
Velika Lukanja (en serbe cyrillique : Велика Лукања) est un village de Serbie situé dans la municipalité de Pirot, district de Pirot. Au recensement de 2011, il comptait 5 habitants.
Velika Lukanja est située sur les bords de la Visočica peu avant qu'elle ne rencontre la Temštica. Elle est également située près du lac Zavoj.

## Démographie
| 1948 | 1953 | 1961 | 1971 | 1981 | 1991 | 2002 | 2011 |
| ---- | ---- | ---- | ---- | ---- | ---- | ---- | ---- |
| 719  | 693  | 662  | 517  | 327  | 22   | 17   | 5    |

|  |